# Обыкновенная домовая змея
Обыкновенная домовая змея (лат. Boaedon fuliginosus) — вид змей из семейства Lamprophiidae, обитающий в Африке.

## Описание
Общая длина достигает 90—120 см. Голова узкая, глаза большие, слегка направлены вперёд и имеют вертикальные зрачки. Туловище средней толщины с гладкой чешуёй. Как и другие представители рода, имеет изогнутые зубы на нижней челюсти.
Окраска одноцветная: коричневая, красно-коричневая, оранжевая или чёрная, за исключением кремовой линии, которая проходит от конца морды, через глаз и на шею. Брюхо розово-белое, глянцевое.

## Образ жизни
Населяет луга, кустарники, сельскохозяйственные угодья, часто встречается вокруг деревень, ферм и даже в городах. Активна ночью. Питается грызунами, а также мелкими млекопитающими (в том числе — спящими летучими мышами) и ящерицами. Благодаря своей ловкости может охотиться в узких расщелинах и прочих неудобных укрытиях. Добычу душит.

## Размножение
Это яйцекладущая змея. Самка откладывает 8—15 яиц.

## Распространение
Является эндемиком Африки. Ареал распространяется от запада и юга Сахары (в оазисах) на севере, Сомали на западе и ЮАР на юге.

## Подвиды
- Boaedon fuliginosus fuliginosus (Boie, 1827)
- Boaedon fuliginosus mentalis Günther, 1888[1]

## Галерея

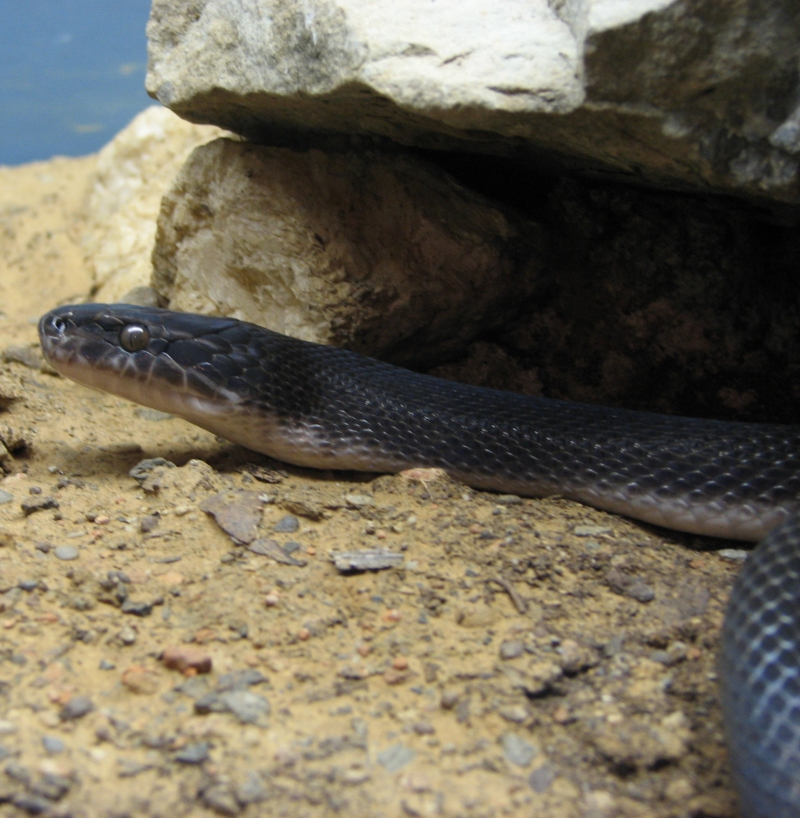
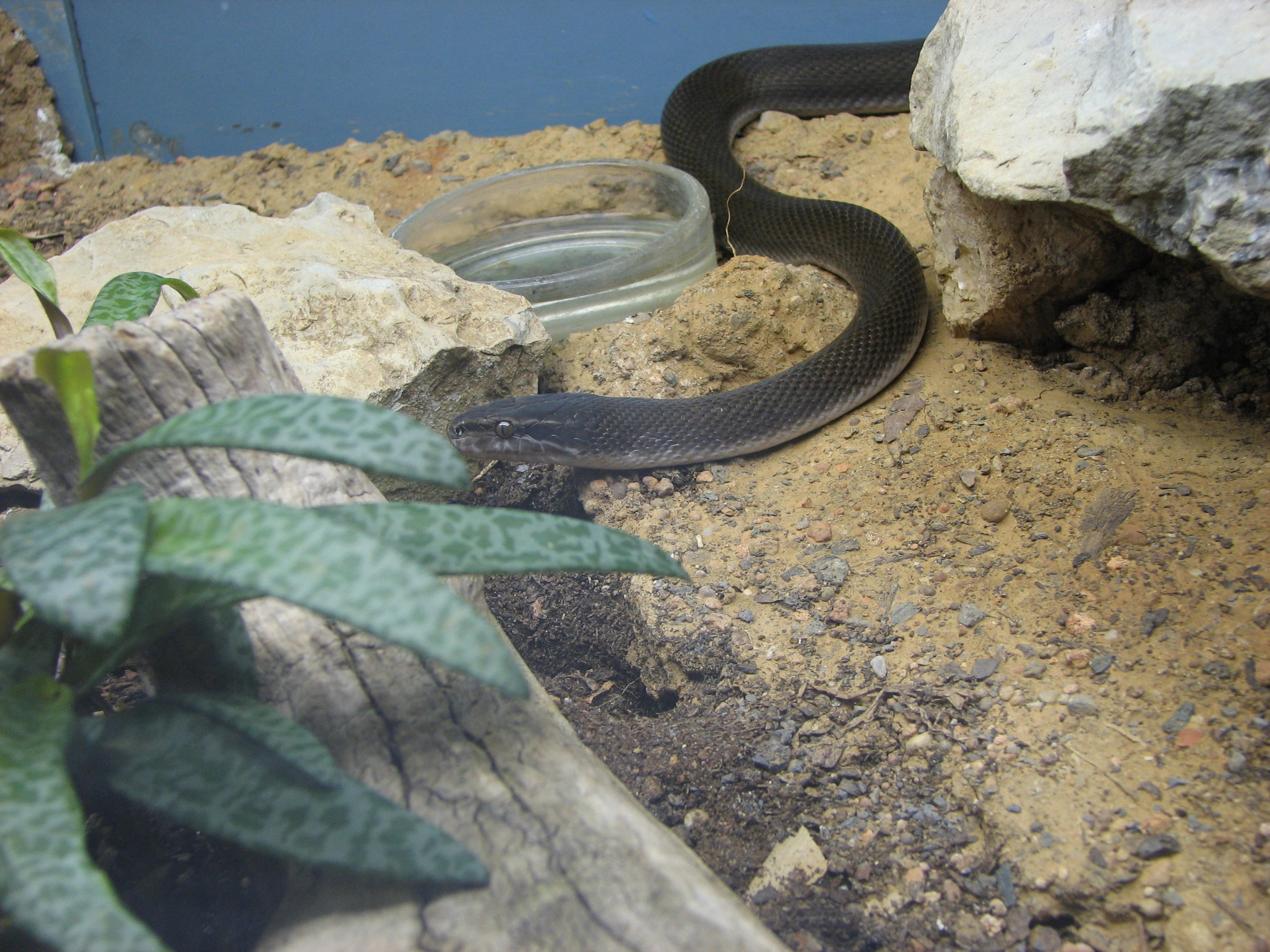
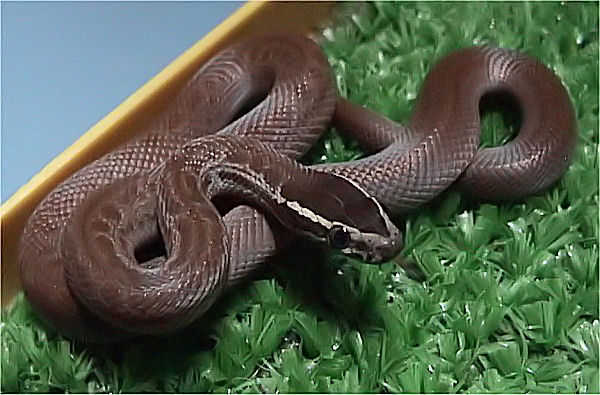
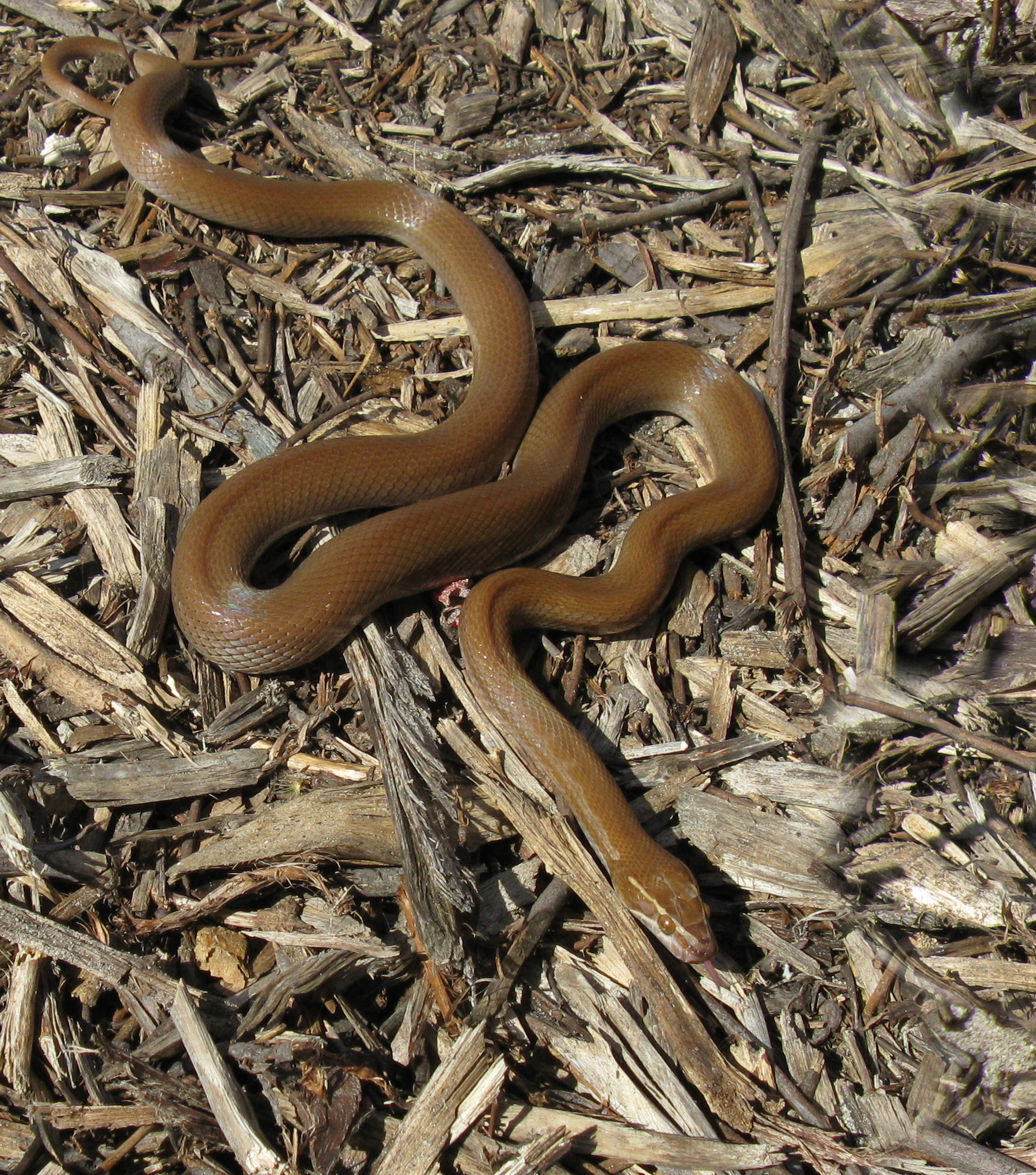